# TAC-2

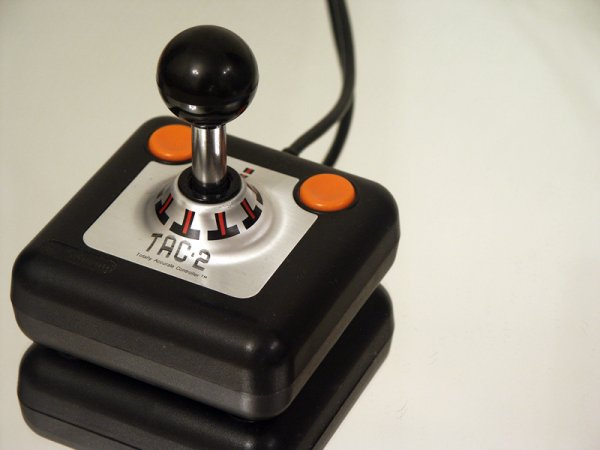
TAC-2 joystick.

El Totally Accurate Controller MK2 (TAC-2), fabricado por Suncom Technologies, es un dispositivo de control de juegos compatible con la consola Atari 2600, usado normalmente con los ordenadores Commodore C64 y Amiga desde mediados a finales de los 80.
El joystick ha sido presentado en dos colores, blanco y negro; el primero siendo bastante raro de encontrar.

## Características técnicas
- TAC-2 no dispone micro interruptores, pues han sido reemplazados por una bola de metal que cortocircuita los contactos alrededor de la parte inferior del eje del controlador.
- Dos botones de disparo que funcionan con placas de cobre que tienden a oxidarse, lo cual requiere un gran mantenimiento del aparato.
- Conector de 9 pines tipo D-sub.

- Datos: Q4349854
- Multimedia: Suncom TAC-2 / Q4349854